# عباس أباد (هريس)
عباس أباد هي قرية في مقاطعة هريس، إيران. عدد سكان هذه القرية هو 252 في سنة 2006.